# Xipholena
Xipholena is een geslacht van zangvogels uit de familie cotinga's (Cotingidae). Het geslacht telt drie soorten.

## Soorten
- Xipholena atropurpurea – Witvleugelcotinga
- Xipholena lamellipennis – Witstaartcotinga
- Xipholena punicea – Pompadourcotinga